# Siège de Nicomédie
Guerre entre l'empire byzantin et les Ottomans
Batailles
- Bapheus
- Campagne catalane
- Bursa
- Pélékanon
- Nicée
- Nicomédie
- 1re Gallipoli
- 2e Gallipoli
- Philadelphie
- 1re Constantinople
- 2e Constantinople
- 3e Constantinople
- 4e Constantinople
- Thessalonique
- Bosphore
- 5e Constantinople

Le siège de Nicomédie qui se déroula de 1333 à 1337 aboutit à la prise de la ville par les Ottomans au détriment des Byzantins qui perdaient là, leur dernier territoire asiatique.

## Prélude
Depuis 1299, le nouvel État turc des Ottomans s'étend lentement mais sûrement aux dépens des territoires asiatiques de l'empire byzantin. La perte de la ville de Nicée marque le début de la disparition de l'empire Byzantin en Asie.

## Le siège
Après le siège et la prise de Nicée en 1331, la ville de Nicomédie ne peut plus résister longtemps aux assauts ottomans. L'empereur Byzantin tenta d'acheter la conservation de la ville au sultan turc Orhan
En 1337, la ville fut prise d'assaut par les Ottomans, marquant la perte des derniers territoires asiatiques de l'empire byzantin.

## Suites
La chute de Nicomédie prive l'empire Byzantin de ses territoires asiatiques, l'empire ne disposant plus des ressources pour les reconquérir, ne contrôlant plus que la Thrace, une partie de la Macédoine et du Péloponnèse.